# (133892) Benkhaldoun
(133892) Benkhaldoun est un astéroïde de la ceinture principale.

## Description
(133892) Benkhaldoun est un astéroïde de la ceinture principale. Il fut découvert le 7 septembre 2004 à Ottmarsheim par Claudine Rinner. Il présente une orbite caractérisée par un demi-grand axe de 2,67 UA, une excentricité de 0,18 et une inclinaison de 17,6° par rapport à l'écliptique.

## Compléments